# Whindersson Nunes
Whindersson Nunes Batista (n. 5 ianuarie 1995, Palmeira do Piauí, Piauí, Brazilia) este un comedian, youtuber, cântăreț și actor brazilian. Are peste 41 de milioane de abonați pe YouTube.